# 田端謙二郎
田端 謙二郎（たばた けんじろう、1946年5月8日 - ）は、熊本県下益城郡豊野村出身の元プロ野球選手（投手）。

## 来歴・人物
鎮西高校では1963年、2年生の時にエースとして夏の甲子園県予選決勝に進むが、九州学院に惜敗。翌年夏は県予選準決勝で池田純一のいた八代東高に敗れ、甲子園には出場できなかった。高校同期の小平誠司、1年上の脇坂隆志がプロ入りしている。
卒業後は電電九州に入社。1965年に国鉄の大分鉄道管理局（現・JR九州硬式野球部）に補強されて都市対抗野球に出場。1回戦では優勝候補であるサッポロビールの佐藤元彦と投げ合い完封勝利、準々決勝でも同じく優勝候補の全鐘紡を完投で降す。準決勝で住友金属に敗退するが、大分鉄道管理局チームは小野賞を受賞し（田端個人への表彰ではない）、田端も全鐘紡を抑えた本格派投手としてプロから注目される。
1965年プロ野球ドラフト会議で近鉄バファローズに1位指名で入団。スライダー、シュートやカーブを武器にオープン戦で好投、4月には初登板初先発を果たす。1967年には開幕から先発陣の一角として起用され、5月14日の対西鉄ダブルヘッダー第2試合で完投勝利を記録するが、その後は結果を残せず登板機会が減少。1971年限りで引退。引退後は近鉄で打撃投手を1989年まで務めた。

## 詳細情報

### 年度別投手成績
| 年 度    | 球 団    | 登 板 | 先 発 | 完 投 | 完 封 | 無 四 球 | 勝 利 | 敗 戦 | セ 丨 ブ | ホ 丨 ル ド | 勝 率 | 打 者 | 投 球 回 | 被 安 打 | 被 本 塁 打 | 与 四 球 | 敬 遠 | 与 死 球 | 奪 三 振 | 暴 投 | ボ 丨 ク | 失 点 | 自 責 点 | 防 御 率 | W H I P |
| -------- | -------- | ----- | ----- | ----- | ----- | -------- | ----- | ----- | -------- | ----------- | ----- | ----- | -------- | -------- | ----------- | -------- | ----- | -------- | -------- | ----- | -------- | ----- | -------- | -------- | ------- |
| 1966     | 近鉄     | 1     | 1     | 0     | 0     | 0        | 0     | 0     | --       | --          | ----  | 9     | 1.2      | 2        | 0           | 1        | 0     | 0        | 1        | 0     | 0        | 3     | 3        | 13.50    | 1.80    |
| 1967     | 近鉄     | 19    | 7     | 1     | 0     | 0        | 1     | 6     | --       | --          | .143  | 275   | 62.0     | 77       | 10          | 10       | 2     | 5        | 36       | 0     | 1        | 44    | 43       | 6.24     | 1.40    |
| 1968     | 近鉄     | 6     | 1     | 0     | 0     | 0        | 0     | 1     | --       | --          | .000  | 39    | 8.2      | 13       | 0           | 0        | 0     | 0        | 2        | 0     | 0        | 4     | 2        | 2.00     | 1.50    |
| 通算:3年 | 通算:3年 | 26    | 9     | 1     | 0     | 0        | 1     | 7     | --       | --          | .125  | 323   | 72.1     | 92       | 10          | 11       | 2     | 5        | 39       | 0     | 1        | 51    | 48       | 6.00     | 1.42    |

### 記録
- 初登板・初先発登板：1966年4月14日、対阪急ブレーブス3回戦（阪急西宮球場）、1回2/3を失点で勝敗つかず
- 初勝利・初先発勝利・初完投：1967年5月14日、対西鉄ライオンズ6回戦（高松市立中央球場）、9回1失点

### 背番号
- 22（1966年 - 1970年）
- 47（1971年）
- 81（1977年 - 1985年）
- 91（1986年 - 1989年）